# غرب جودافاري
غرب جودافارى رمزها «WG» (بالإنجليزية: West  Godavari) ، هو تقسيم إداري لدولة الهند تتبع ولاية أندرا برديش (بالإنجليزية: Andhra  Pradesh) ، مركزها هو مدينة ايلورو (بالإنجليزية: Eluru) عدد سكانها حسب تعداد سنة 2001 هو 3,796,144 ، مساحتها 7,742 كم² وكثافة السكان 490 لكل كم² .